# Timpuri Noi (cartier)

Fosta piață agro-alimentară Timpuri Noi.

Timpuri Noi este un cartier situat în sectorul 4 al Bucureștiului, delimitat de Splaiul Unirii, Bulevardul Octavian Goga, Calea Vitan și Strada Foișorului.
Cartierul Timpuri Noi deservește totodată și o stație de metrou cu aceeași denumire, Timpuri Noi corespondentă magistralelor 1 și 3.
Pe cheiul Dâmboviței în cartierul Timpuri Noi este zona unor clădiri de afaceri construite în ultimii ani; Casa de Pensii a Municipiului București, Camera de Comerț și Industrie a României cât și Agenția Națională a Funcționarilor Publici se regăsesc în acest cartier; În plus, cartierul Timpuri Noi găzduiește unele dintre cele mai importante universități din București precum Universitatea Titu Maiorescu, Universitatea Nicolae Titulescu și Universitatea Creștină Dimitrie Cantemir, acest asamblu de universități fac parte dintr-un campus comun realizat pe o fostă construcție nefinalizată până în Revoluția Română din 1989 și anume Circul Foamei Complexul Comercial Agroindustrial Timpuri Noi.
Până în anii '80, cartierul Timpuri Noi fusese un cartier de case bătrâneși, iar la ordinul conducătorului de la aceea vreme, Nicolae Ceaușescu, a dărâmat zona de case mutând locatarii în zone limitrofe sau cartiere muncitorești încât ca pe terenul fostelor case să se contruiască blocuri pentru deservirea populației, doar o mică parte a cartierului Timpuri Noi a rămas neatinsă fiind până și în prezent o zonă de case în Timpuri Noi în zona splaiului Unirii.
Cartierul Timpuri Noi deservea și o fostă platformă industrială până în anul 2010 și anume platforma industrială Timpuri Noi, a fost fondată în 1864, iar după anul 1948 a devenit una dintre cele mai importante fabrici ale epocii comuniste, cu peste 2.700 de angajați, unde la vremea aceea era singurul producator de produse mici si mijlocii pentru piata romaneasca din CAER; În momentul de față doar câteva spații industriale se mai regăsesc pe Strada Ion Minulescu, în incinta fabricii Flaros.
În apropierea cartierului Timpuri Noi este centrul comercial București-Mall din cartierul Vitan, până la înființarea centrului comercial a fost inițial propus a fi Circul Foamei Complexul Comercial Agroindustrial Vitan din cartierul Vitan, fiind nefinalizat până în Revoluția Română din 1989 și transormat în centrul comercial prezent până și astăzi fiind totodată și primul mall din România.